# Arno Hoppe
Arno Julius Hoppe (* 24. März 1882 in Limbach (Sachsen); † 1945/1962) war ein deutscher Jurist und Kommunalpolitiker. Er war von 1915 bis 1920 Bürgermeister der Stadt Schwarzenberg/Erzgeb. und danach leitender sächsischer Ministerialrat. Außerdem war er bis 1934 Treuhänder der Arbeit für das Wirtschaftsgebiet Sachsen.

## Leben
Hoppe, Sohn des Strumpfwikers Ernst Julius Hoppe, studierte nach dem Besuch der Fürstenschule Grimma Rechtswissenschaften, Volkswirtschaftslehre und Geschichte. 1905 legte er die erste juristische Staatsprüfung ab. Von 1908 bis 1911 war der Stadt- und anschließend Oberstadtschreiber in Zittau. Danach war er als Ratsassessor und Stadtamtmann in Chemnitz tätig. 
Ab 1. Mai 1915 wurde er Bürgermeister von Schwarzenberg im Erzgebirge. Seine Wahl fand in der am 19. März 1925 stattgefundenen gemeinschaftlichen Sitzung der städtischen Körperschaften einstimmig aus 39 Bewerbern statt, von denen fünf in die engere Wahl gekommen waren. In seiner Amtszeit fand u. a. die Einweihung des heutigen Bertolt-Brecht-Gymnasiums in Schwarzenberg statt.
Im Dezember 1920 ging er in die Landeshauptstadt Dresden, wo er zum Oberregierungsrat im Ministerium des Innern ernannt wurde. Er war dort Finanzreferent für den sächsischen Wohnungsbau.
1928 erfolgte seine Beförderung zum Ministerialrat im Arbeits- und Wohlfahrtsministerium Sachsen. Daneben wurde er Treuhänder der Arbeit. Diese Funktion gab er zum 1. April 1934 ab. Sein kommissarischer Nachfolger wurde Ernst Stiehler.

## Schriften (Auswahl)
- Zur Sächsischen Gemeindereform. Kritik und Aufbau. Dresden 1922.
- Die Finanzierung des Wohnungsbaues und die Wohnungswirtschaft der Zukunft. 3. Aufl., Dresden 1924.
- Die Finanzierung des Wohnungsbaues und die Wohnungswirtschaft der Zukunft. 4., neugestaltete Aufl., Dresden 1924.
- Was soll aus der Aufwertungssteuer (Hauszinssteuer) werden? Berlin 1927.